# Страхование контейнеров
Страхование контейнеров — вид страхования, связанный с перевозкой грузов.
Объектом страхования являются контейнеры — стандартизированная многооборотная тара, предназначенная для перевозки грузов автомобильным, железнодорожным и морским транспортом и приспособленная для механизированной перегрузки с одного транспортного средства на другое. Транспортировка грузов в контейнерах, благодаря высокой эффективности, получила широкое распространение как во внешнеторговых, так и во внутренних перевозках.
Страхование контейнеров осуществляется по специальным договорам страхования, в основе которых лежат условия (оговорки) Института Лондонских страховщиков. Данные условия предполагают несколько вариантов страхования
- «от всех рисков»;
- «с ответственностью за полную гибель» или «от полной гибели».

При страховании на условиях «от всех рисков» покрываются риски как от полной гибели контейнера, так и от повреждения, а также расходы в связи с общей аварией в той доле, которая приходится на контейнер . Условиями страхования контейнеров от всех рисков предусматривается, что страховщик не отвечает за гибель или повреждение контейнеров и за возможные расходы по убыткам, вызванным конфискацией, национализацией, захватом, реквизицией, а также по причине забастовок, участниками локаутов или лицами, принимающими участие в трудовых конфликтах, восстаниях и гражданских волнениях.
Традиционными исключениями являются также ядерные и военные риски. По дополнительному соглашению между страхователем и страховщиком некоторые из них могут быть включены в страховое покрытие за дополнительную премию.
При страховании на условиях «от полной гибели» возмещаются убытки только гибели контейнеров, а также расходы по общей аварии, приходящиеся в соответствующей доле.
Помимо страхования контейнеров как вида имущества от гибели и повреждения может быть застрахован риск ответственности владельцев или арендаторов контейнеров за вред, который может быть причинён личности или имуществу третьих лиц. Поскольку страхование контейнеров обычно носит массовый и регулярный характер, в нём довольно часто используются генеральные полисы — это упрощает и ускоряет процедуру оформления страховки для каждой группы однотипных контейнеров, находящихся в постоянном обороте при схожих условиях.